# Jan Čeřovský
Jan Čeřovský ( 2. února 1930, Praha – 7. září 2017) byl přední český botanik, ekolog a ochránce přírody. Věnoval se územní a druhové ochraně, především však je znám jako jeden z mezinárodních zakladatelů environmentální výchovy. Byl skautem a žákem botanika Jaroslava Veselého (1906–1985).

## Život
V letech 1949–1953 vystudoval Přírodovědeckou fakultu UK v Praze (obor biologie-botanika). Jako první Čech absolvoval v letech 1953–1956 na téže vysoké škole postgraduální studium v oboru geobotanika-ochrana přírody. V roce 1961 se stal kandidátem věd, v roce 1967 mu byl udělen titul RNDr.
V sedmnácti letech se stal členem Československé, nyní České, botanické společnosti. Byl dlouholetým vědeckým pracovníkem československé státní ochrany přírody, kde působil od osmnácti let. Od roku 1959 působil ve Státním ústavu památkové péče a ochrany přírody v Praze (pozdějším Českém ústavu ochrany přírody a Agentuře ochrany přírody a krajiny České republiky), zřízeném o rok dříve. Setrval zde až do odchodu do důchodu v roce 2002; v 70. a 80. letech se zde stal vedoucím vědeckovýzkumného oddělení. Během své kariéry kupříkladu inicioval a koordinoval systém naučných stezek, pětidílnou řadu československých, posléze českých a slovenských "červených knih" a spoluprosadil do českého slovníku pojem mokřad.
Jan Čeřovský měl za sebou významnou mezinárodní kariéru, zvláště v letech 1966–1975 a pak i po roce 1989. V letech 1966–1969 byl na IX. Generálním shromážděním Mezinárodního svazu ochrany přírody IUCN při UNESCO jmenován místopředsedou stálé Komise IUCN pro výchovu. Je znám tím, že prosazoval zavedení ekovýchovy do všech školních stupňů. Mezi lety 1969 a 1973 vedl útvar výchovy a vzdělávání v ústředním sekretariátu IUCN v Morges ve Švýcarsku, než byl nucen vrátit se v roce 1973 do ČSSR. Kontakty s IUCN udržoval i nadále – v letech 1982–1988 byl tajemníkem Východoevropského komitétu IUCN pro výchovu, od roku 1984 získala ČSSR v IUCN trvalé zastoupení a roku 1988 byl zvolen členem jeho Rady. V roce 1990 byl jmenován viceprezidentem IUCN a tuto funkci zastával po dvě období (do roku 1994). Od roku 1996 byl jejím čestným členem.
Krom toho byl v roce 1968 vyslán jako československý vládní expert na mezinárodní Konferenci o biosféře v Paříži, pořádanou UNESCO. Od roku 1975 působil jako expert UNESCO/UNEP pro program IEEP (International Environmental Education Programme). V letech 1991–1996 byl členem českého národního výboru pro program UNESCO Man and Biosphere. Rovněž se stal v letech 1992–1998 předsedou správní rady české a slovenské Nadace ECOPOINT, podílel se na budování Výchovně vzdělávacího střediska Rýchory a v roce 1996 se stal na pět let prvním prezidentem mezinárodního sdružení pro ochranu evropské flóry Planta Europa, jež spoluzakládal.
Vedle těchto činností působil jako externí vysokoškolský pedagog, odborný publicista a redaktor – již v době vysokoškolských studií v letech 1950 až 1953 externě řídil pro Státní pedagogické nakladatelství časopis pro středoškoláky o přírodě a její ochraně Člověk a příroda. V letech 1956–1959 se stal zakládajícím šéfredaktorem časopisu ABC mladých techniků a přírodovědců. Vedle toho působil v časopise Ochrana přírody, zpracoval řadu programů pro rozhlasový pořad Meteor, pro Planetárium hl. m. Prahy, domy dětí a mládeže a jiné kulturněvýchovné instituce. V letech 1991–2002 byl jmenován vedoucím redaktorem Bulletinu IUCN pro střední a východní Evropu (IUCN Newsletter Central and Eastern Europe).
Byl držitelem řady zahraničních i domácích ocenění a medailí – například v roce 1994 Conwentzovy medaile „za 40 let úsilí o německo-českou spolupráci v ochraně přírody“, v roce 1993 zlaté medaile Petera Josepha Lenného za zásluhy v ochraně přírody, v roce 2001 Ceny Jeana-Paula Gallanda „za vynikající zásluhy o ochranu evropské flóry“ anebo Výroční medaile Alfreda Toepfera „za úsilí o rozvoj mezinárodních vztahů v ochraně přírody a za vzornou práci pro evropská chráněná území“, jež mu byla udělena Federací EUROPARC v roce 2007. V roce 2009 obdržel Cenu ministra životního prostředí.
V roce 2020 byla jeho jménem nazvána ulice Čeřovského v Praze-Řeporyjích.